# Nuoto ai XIX Giochi asiatici - Staffetta 4x100 metri misti femminile
La gara della staffetta 4x100 metri misti femminile di nuoto ai XIX Giochi asiatici si è svolta il 29 settembre 2023, durante i XIX Giochi asiatici, presso l'Hangzhou Olympic Sports Expo Center.

## Podio
| Pos.    | Atleta        | Nazione                                                                                       |
| ------- | ------------- | --------------------------------------------------------------------------------------------- |
| Oro     | Giappone      | Miki Takahashi Reona Aoki Ai Soma Nagisa Ikemoto Hiroko Makino                                |
| Argento | Corea del Sud | Lee Eun-ji Ko Ha-ru Kim Seo-yeong Hur Yeong-kyung Kim Hye-jin Park Su-jin Jeong So-eun        |
| Bronzo  | Hong Kong     | Stephanie Au Siobhán Haughey Natalie Kan Tam Hoi Lam Cindy Cheung Hoi Kiu Lam Hoi Ching Yeung |

## Record
Prima della manifestazione il record del mondo (RM), il record asiatico (AS) e il record dei giochi (RC) erano i seguenti.
|  | 3'50"40 | Stati Uniti | 28 luglio 2019 Gwangju  |
|  | 3'52"19 | Cina        | 1º agosto 2009 Roma     |
|  | 3'54"73 | Giappone    | 23 agosto 2018 Giacarta |

Durante la competizione non sono stati migliorati record.

## Programma
| Data              | Ora (UTC+8) | Turno    |
| ----------------- | ----------- | -------- |
| 29 settembre 2024 | 11:03       | Batterie |
| 29 settembre 2024 | 21:04       | Finale   |

## Risultati

### Batterie
| Pos. | Batteria | Corsia | Nazione       | Atleta | Tempo        | Note |
| ---- | -------- | ------ | ------------- | --- | ------------ | ---- |
| 1    | 2        | 5      | Giappone      | Miki Takahashi (1'00"98) Reona Aoki (1'07"50) Hiroko Makino (58"55) Nagisa Ikemoto (55"30)                                 | 4:02"33      | Q    |
| 2    | 2        | 3      | Corea del Sud | Lee Eun-ji (1'01"65) Kim Hye-jin (1'08"67) Park Su-jin (59"17) Jeong So-eun (56"98)                                        | 4'06"47      | Q    |
| 3    | 1        | 3      | Singapore     | Levenia Sim (1'01"75) Letitia Sim (1'08"53) Quah Jing Wen (59"86) Amanda Lim (56"98)                                       | 4'07"12      | Q    |
| 4    | 1        | 4      | Hong Kong     | Cindy Cheung (1'01"90) Lam Hoi Kiu (1'10"25) Yeung Hoi Ching (1'00"08) Camille Cheng (56"11)                               | 4'08"34      | Q    |
| 5    | 1        | 6      | Filippine     | Tiea Isabella Salvino (1'02"54) Thanya Angelyn Dela Cruz (1'11"82) Jasmine Alkhaldi (1'01"47) Kayla Noelle Sanchez (54"97) | 4'10"80      | Q    |
| 6    | 1        | 5      | Kazakistan    | Xeniya Ignatova (1'01"81) Adelaida Pchelintseva (1'12"53) Sofia Spodarenko (1'00"06) Diana Taszhanova (57"53)              | 4'11"93      | Q    |
| 7    | 2        | 6      | Taipei cinese | Wu En-yi (1'04"52) Lin Pei-wun (1'10"32) Hsu An (1'01"69) Huang Mei-chien (57"90)                                          | 4'14"43      | Q    |
| 8    | 2        | 2      | Thailandia    | Mia Millar (1'05"50) Phurichaya Junyamitree (1'12"42) Napatsawan Jaritkla (1'02"42) Kamonchanok Kwanmuang (58"20)          | 4'18"54      | Q    |
| 9    | 1        | 2      | India         | Maana Rajiv Patel (1'04"81) Lineysha (1'16"46) Nina Venkatesh (1'03"63) Shivangi Sarma (58"56)                             | 4'23"46      |      |
| 10   | 2        | 7      | Macao         | Cheang Weng Lam (1'08"58) Chen Pui Lam (1'11"92) Cheang Weng Chi (1'05"96) Kuok Hei Cheng (59"96)                          | 4'25"70      |      |
| 11   | 2        | 1      | Mongolia      | Enkh-Amgalan Ariuntamir (1'09"12) Batnasan Maral (1'22"81) Nomuunaa Ganbaatar (1'10"19) Batbayar Enkhkhuslen (56"96)       | 4'39"08      |      |
| 12   | 1        | 7      | Maldive       | Hamna Ahmed (1'21"95) Een Abbas Shareef (1'33"92) Meral Ayn Latheef (1'16"28) Hanan Hussain Haleem (1'10"65)               | 5'22"80      |      |
| DSQ  | 2        | 4      | Cina          | Wang Xueer (-) Zhu Leiju (-) Wang Yichun (-) Cheng Yujie (-)                                                               | Squalificata |      |

### Finale
| Pos. | Corsia | Nazione       | Atleta | Tempo        | Note |
| ---- | ------ | ------------- | --- | ------------ | ---- |
|      | 4      | Giappone      | Miki Takahashi (1'00"80) Reona Aoki (1'06"21) Ai Soma (57"28) Nagisa Ikemoto (53"38)                                | 3'57"67      |      |
|      | 5      | Corea del Sud | Lee Eun-ji (1'00"68) Ko Ha-ru (1'08"42) Kim Seo-yeong (57"41) Hur Yeon-kyung (53"62)                                | 4'00"13      |      |
|      | 6      | Hong Kong     | Stephanie Au (1'00"74) Siobhán Haughey (1'06"03) Natalie Kan (59"89) Tam Hoi Lam (55"06)                            | 4'01"72      |      |
| 4    | 2      | Filippine     | Tiea Isabella Salvino (1'02"68) Thanya Angelyn Dela Cruz (1'11"17) Jasmine Alkhaldi (1'02"07) Kayla Sanchez (54"69) | 4'10"61      |      |
| 5    | 7      | Kazakistan    | Xeniya Ignatova (1'02"22) Adelaida Pchelintseva (1'10"92) Sofia Spodarenko (59"63) Diana Taszhanova (58"38)         | 4'11"15      |      |
| 6    | 1      | Taipei cinese | Wu Yi-en (1'03"93) Lin Pei-wun (1'09"31) Hsu An (1'01"09) Huang Mei-chien (56"92)                                   | 4'11"25      |      |
| 7    | 8      | Thailandia    | Mia Millar (1'05"00) Phurichaya Junyamitree (1'11"44) Napatsawan Jaritkla (1'01"39) Kamonchanok Kwanmuang (57"16)   | 4'14"99      |      |
| DSQ  | 3      | Singapore     | Levenia Sim (1'01"80) Letitia Sim (1'05"86) Quah Jing Wen (58"78) Quah Ting Wen (54"43)                             | Squalificata |      |